# Morče domácí
Morče domácí (Cavia porcellus) je domestikovaná forma jihoamerického hlodavce morčete divokého. Patří mezi oblíbené domácí mazlíčky hlavně v Severní Americe a Evropě.

## Historie

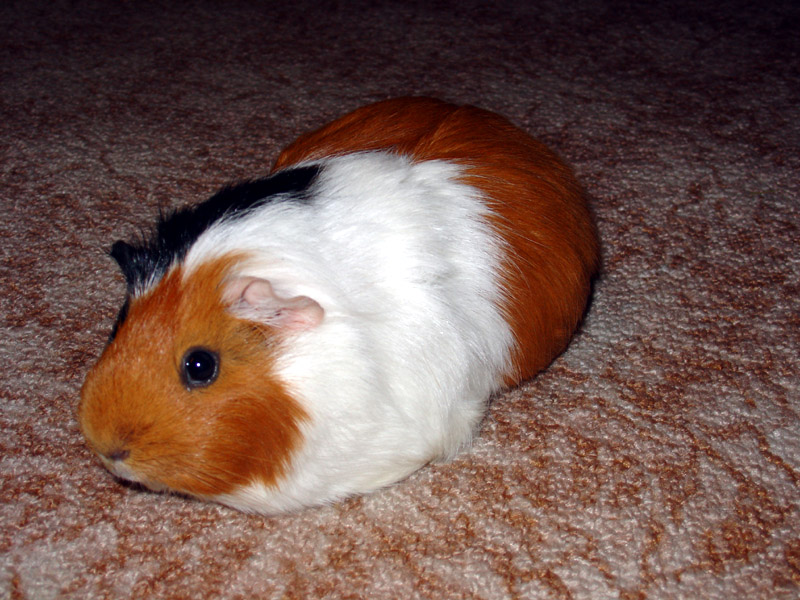
Morče domácí

Morče domácí (Cavia aperea porcellus) pochází z volně žijících druhů morčat, zejména morčete horského (Cavia tschudii), a snad i morčete divokého (Cavia aperea). Již dávno předtím, než dobyli Jižní Ameriku Španělé, chovali morčata pro maso a kožešinu Močikové, Čimuové a Inkové v oblasti dnešního Peru a Chile. Často se chovala také jako mazlíčci pro děti. Morčata se používala také jako obětní zvířata, kněží z jejich vnitřností věštili budoucnost a ukládali je jako obětinu do hrobů zemřelých. Svědectvím této skutečnosti jsou mumifikovaná morčata nalezená ve vykopávkách inckých sídlišť. Již tehdy se vyskytovaly mnohé barevné rázy, močická a čímúská keramika zobrazuje např. hnědobíle strakatá morčata. V kečujštině, která bývala hlavním jazykem Incké říše, se morčata nazývají cuy podle typického hlasového projevu. V 15. století zmiňuje své první setkání s ochočenými morčaty u jihoamerických indiánů Kryštof Kolumbus a v 16. století tato zvířata popsal v knize o přírodě této oblasti slavný renesanční přírodovědec Conrad Gessner.
Morčata byla dovezena do Evropy v 16. století a jako domácí mazlíčci se začala chovat na počátku 18. století, a to hlavně v Anglii. Zpočátku si je mohli dovolit jen bohatí lidé. Královna Alžběta I. vlastnila morče jako domácího mazlíčka, což mohlo přispět k jeho popularitě.[zdroj?] Od 18. století se morčata stávala domácími mazlíčky dětí, z této doby pochází i anglické jméno guinea pig, tj. "prasátko za (jednu) guineu".[zdroj?] V Anglii byly také v 19. století pořádány i první morčecí výstavy.
Slovo morče (v Jungmannově Slovníku i morka) je odvozeno od slova moře a vzniklo podle německého Meerschwein(chen), doslova ‘(zá)mořské prasátko’ protože pochází ze zámoří (Jižní Amerika) a kvíká jako sele.

## Charakteristika

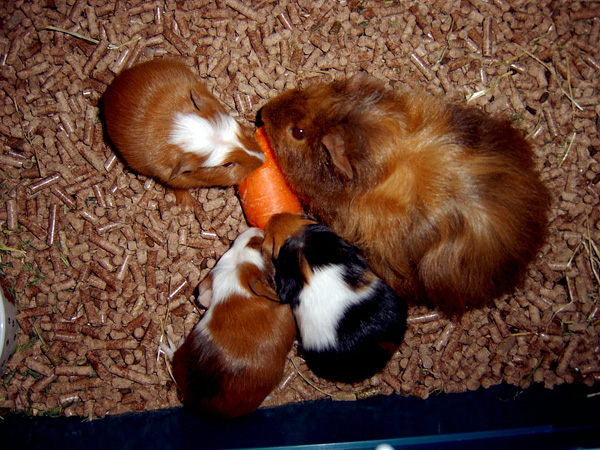
Mláďata morčat

V podmínkách domácího chovu dosahují morčata hmotnosti 800 až 1250 g, ale mohou vážit až 1800 g při délce těla 20 až 36 cm. Páření probíhá v době říje trvající 24 hodin, následuje březost v rozsahu 58 až 75 dní (nejčastěji 68 dní). V každém vrhu (ročně až pět, ale raději jen dva) se rodí jedno až šest mláďat s průměrnou porodní váhou 90 g. Mláďata se rodí většinou v noci nebo brzy ráno, plně vyvinutá, osrstěná a vidoucí, ihned po porodu dokáží běhat. Samice je odstaví ve stáří 4–6 týdnů. Pohlavní dospělosti dosahují samečci ve věku deseti týdnů, samičky ve věku čtyř týdnů. Délka života morčat bývá čtyři až deset let.
Stavba těla je u všech morčat stejná – široká oblá hlava, krátký krk, ramena a předhrudí široké, ne moc dlouhý, ale široký hřbet. Zadek zaoblený bez ocasu, končetiny krátké rovné – přední se čtyřmi prsty, zadní se třemi. Prospívající jedinec má celé tělo dobře osvalené. Chrup morčete tvoří dvacet zubů, čtyři řezáky, čtyři třenové zuby a dvanáct stoliček. Zuby rostou morčatům po celý život a musí si je obrušovat. (1,5 mm/týden).

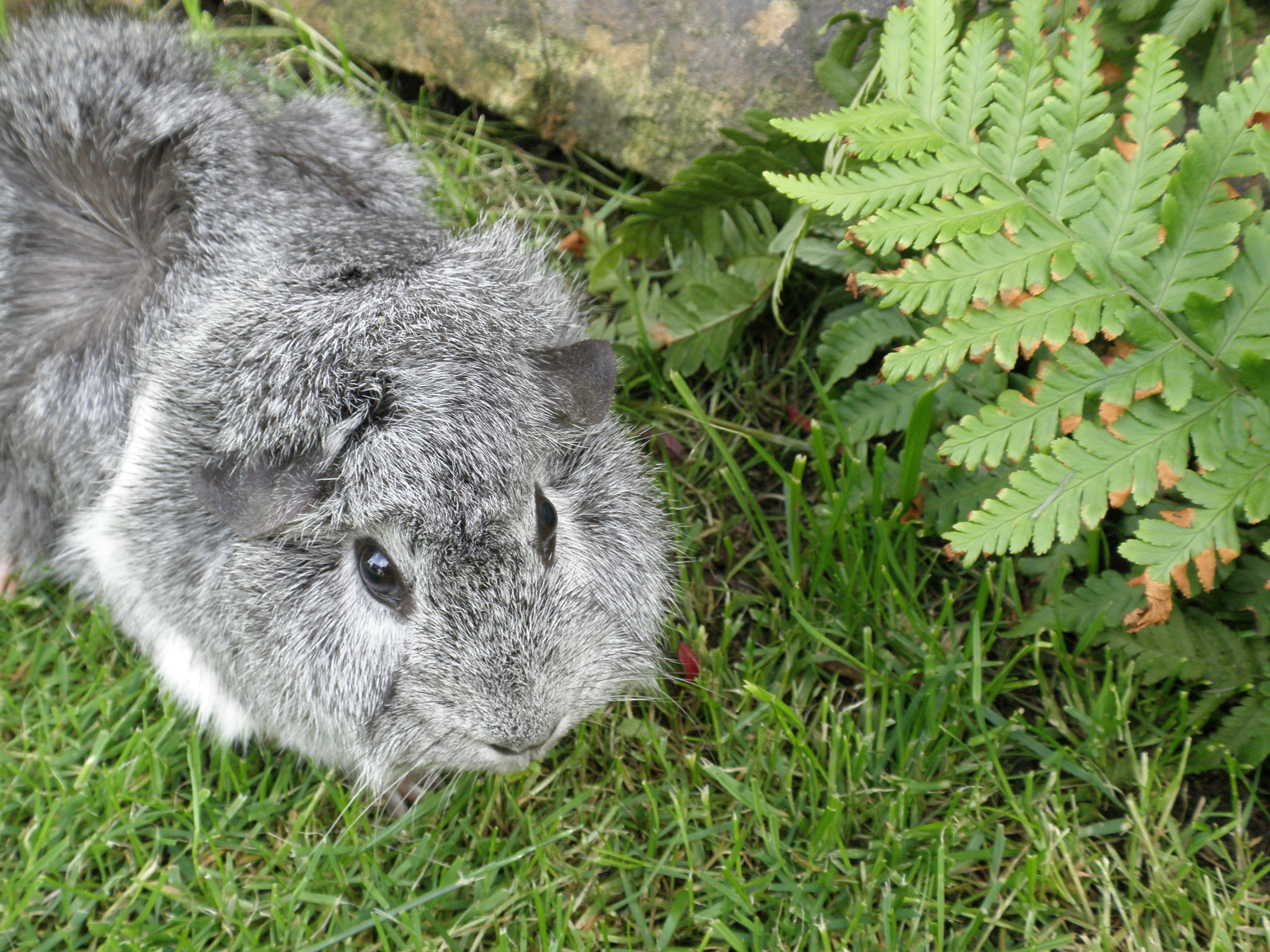
Samice morčete domácího, rozeta

## Chov morčat
Zvířeti je třeba zajistit vhodné podmínky a věnovat mu dostatek času. Morčata jsou zvířata společenská, a proto je téměř nutností chovat je ve skupině (kastrovaný samec a samice nebo skupina samic.) Chovat více samečků než dva se nedoporučuje, mohli by se navzájem zranit.
Vhodné obydlí pro dvě morčata je klec[šířka?] s délkou minimálně 120 cm (jiné zdroje uvádějí 100 cm). Klec by měla být umístěna ve světlém nepřetopeném pokoji. Je třeba dbát na to, aby v pokoji nebyl průvan a pokud možno ani zdroje hluku, jako např. televize, ovšem u většiny chovatelů tento faktor nezpůsobuje žádné komplikace.

### Umístění chovu
- Klec – asi nejčastější používané obydlí. Mezi výhody patří snadná přenosnost, vzdušnost a jednoduché čištění, mezi nevýhody cena, nebezpečí průvanu (pro morčata je průvan nebezpečný[4][9]), špatný kontakt s morčetem a občasné vyhazování podestýlky z klece.[9]
- Plastový box – Na morče sice netáhne a nevypadává ven podestýlka, ale je ztížena ventilace (mřížka je jen svrchu), a tak se musí častěji čistit, aby v něm nebyla příliš vysoká vlhkost(- Hrozí udušení).
- Doma nebo na zakázku vyrobená ubikace – ubytování obvykle vypadá jako skříň z lamina se šuplíky z plexi nebo skla, někdy jen se sklem vysokým 25–30 cm v přední stěně. Ubikace se lehce čistí, s morčaty se jednoduše manipuluje (proto se i lépe ochočují), a přitom nejsou vystavena průvanu. Mezi nevýhody patří váha, kvůli čemuž se s celou sestavou špatně manipuluje. To lze částečně řešit např. kolečky.
- Venkovní výběh v létě, oplocený kousek travnatého plácku (chráněný i shora před útoky dravců, psů a koček). Morčata jsou tak stále na čerstvém vzduchu. Je však třeba dávat pozor na přehřátí od slunce, proto je třeba zajistit i chladnější místo ve stínu. Také pokud je z pletiva, je zapotřebí zabránit zachycování drápků, protože morčatům je to nepříjemné.

- Je třeba kontrolovat, zda u morčete dochází k dostatečnému obrušování zubů. Většinou se to pozná podle toho, že začne odmítat tvrdou kořenovou zeleninu a jí jen seno a měkkou potravu. Dále je třeba kontrolovat, nepřerůstají-li mu drápky, pokud ano, je třeba je zastřihávat. Pokud si na tuto činnost netroufne chovatel, je nutné navštívit zvěrolékaře.

Jako podestýlku je vhodné použít bezprašné hobliny (piliny jsou příliš jemné, dráždí oči a vnikají do nozder) Sláma je také nevhodná, rychle se znečistí, špatně absorbuje a zapáchá. Dalšími velice nevhodnými možnostmi jsou dřevěné pelety, samotné jsou moc tvrdé a morčata mají pak otlaky na tlapkách. Dělají se i slaměné či konopné. U konopných pelet hrozí výskyt parazitů (lze je odstranit vystříkáním některým z relevantních přípravků, např. BioKill). Nevhodná je kukuřičná drť, která je příliš ostrá, dále kočkolit, který hrudkuje a při jehož požití se ucpou střeva. Seno je vhodné jako potrava, pokud možno každý den, nikoli však jako podestýlka, protože nesaje, ale rychle začne zapáchat.
Každé morče by mělo mít jako součást bydlení domeček, ale ne uzavřený jen s jedním otvorem, ale spíš jako přístřešek, stoleček či patro. Bez domečku morče nemá soukromí a pocit bezpečí. Nejvhodnější jsou dřevěné, u plastových hrozí pozření. Důležitá je napáječka, nejlépe s kuličkovým systémem, a jesličky na seno a trávu.
Morče je koprofág, požírá vlastní výkaly. Ty jsou zdrojem vitaminů, vlákniny a symbiotických, ve střevě žijících bakterií.

## Potrava
Morče je býložravec. Jeho potrava by měla být pestrá. Vhodné je krmit morče pravidelně každý den ve stejnou dobu. Obvykle se krmí dvakrát až třikrát denně.
- Nejdůležitější složkou potravy je seno.[11] Je to hlavní zdroj vlákniny (která je pro morče velmi důležitá) a zároveň si morče neustálým přežvykováním stébel obrušuje stoličky.[12] Morče k němu musí mít přístup neustále.[4][13] Velkou výhodou je, že neobsahuje tuky. Při krmení senem musí mít morče také neustálý přístup k pitné vodě. Seno by mělo být dostatečně hrubé, nejlépe sečené kosou (domácí sekačkou není vhodné, je moc jemné). Také je důležité, aby bylo v pořádku (suché, zelené a bezprašné).[14] Nejvhodnější je luční nebo horské seno, protože obsahuje různé druhy lučních trav a bylin.
- Další důležitou základní složkou potravy je zelenina, každý den by morče mělo dostat kousek. Čerstvá potrava nesmí být podávaná příliš studená rovnou z ledničky. Morčeti je možné nabídnout téměř jakýkoli druh zeleniny či ovoce, např. mrkev, celer, petržel, papriky všech barev (ne pálivé), červenou řepu, čerstvý fenykl, rajče, saláty, mátu, ovesné vločky, různé zeleninové natě. Vyvarovat se nadýmavé a vodnaté zelenině větší množství může způsobit zažívací potíže jako nadýmání, průjem, nechutenství, následně přerůstání zubů a další). V malém množství květák, kapustu, kedluben, brokolici, zelí (nadýmá, je zátěží při trávení).
- Ovoce jen občas v malém množství jako pamlsek (obsahuje hodně cukrů), např. jablko, hruška, hroznové víno, mandarinka, meloun (obsahuje moc vody), ananas, jahody, třešně atd. Ve větším množství působí zažívací potíže.
- Čerstvá tráva je další velmi důležitou složkou potravy. V teplém období by měla morčata dostávat trávu každý den v přiměřeném množství, ale nenahrazuje seno. Je pro ně důležitým zdrojem vitamínů. Tráva nesmí být zapařená a chemicky ošetřená. V zimě se dá ypěstovat osení. Nejraději mají pampeliškové listy či květy sedmikrásek. Ne všechny rostliny jsou pro morčata jedlé, např. pryskyřník patří mezi jedovaté.
- Morčeti neustále dorůstají stoličky, proto je důležité, aby mělo seno neustále k dispozici. Pro obroušení předních zubů slouží domečky a tlustší větve ovocných stromů. Dále je dobré podávat větvičky ovocných stromů (v zimě je to skvělý způsob doplnění vitamínů a zpestření stravy), sušené nebo čerstvé bylinky i se stonky.
- Tekutiny morčata získávají při konzumaci čerstvé potravy, ale vždy je zároveň důležitý přístup k pitné vodě. Je dobré využít napáječku (skleněné nebo plastové), protože v misce dochází často ke znečištění výkaly. Neměla by být přímo z kohoutku, ale převařená nebo odstátá.
- Granule speciální pro morčata nejlépe bezobilné, kde základem je seno a byliny. Tyto granule jsou vyráběné tak, aby morče mělo dostatek vitamínů, zejména přidaný vitamín C, který si morče neumí vyrobit samo.
- Nevhodné jsou barevné směsi se zrním. Obsahují nevhodné zrní, ale třeba i slunečnicová semena, ořechy a další nevhodné složky, které obsahují příliš mnoho tuku. Morče z nich může mít trávicí problémy a mohou vést k jeho obezitě.
- Nejpotřebnějším vitamínem pro morčata je vitamín C. Musí ho získávat z potravy, někdy je nutné vitamíny dodávat v podobě kapek, prášků apod., zejména v době nemoci.

### Nevhodné krmivo
- Směsi, které obsahují sušené mléko, živočišné moučky, luštěniny, různé druhy obilovin a semen (např. slunečnice, kukuřice, pšenice).
- Brambory, pórek, cibule, česnek, citrusové plody, avokádo.
- Pamlsky pro hlodavce obsahující mléko.
- Ořechy (příliš tučné, poškozují orgány; na obezitu může morče i zemřít).
- Pečivo (morče si zuby neobrousí, v tlamičce se hned rozmočí na kaši), tučné
- Solné a minerální kameny (hrozí tvorba močových kamenů)
- Stonek papriky (je jedovatý)

## Komunikace
Morčata žila v přírodě ve velkých skupinách. Morče se proto nemá chovat samotné, ale minimálně ve dvojici, nejlépe ve skupině. Morčata ovládají pestrou škálu zvuků a jiných prostředků k vyjádření svých pocitů.
- Kvíkání – morče vyžaduje pozornost, má na něco chuť; kvíkají také mláďata dožadující se matky.[15][16]
- Bublání či cvrkáni – vyjadřuje spokojenost, klid;[15] bublají i samice v říji.[16]
- Cvakání zubů – značí hrozbu, strach, vztek.[15]
- Zpívání – je ojedinělé, přesně se neví, co vyjadřuje; existují domněnky, např. signál stresové situace, sociální tlak.
- Účelové pískání – morčata se dorozumívají mezi sebou.
- Rumba – tanec, kterým projevuje samec zájem o samici, nebo reakce na nějaké dění narušující běžný den. Samec se pohybuje při rumbě pomalu, natažen a vydává jakési mručení. Samice se takto chovají v říji, kdy rumbují na jiné samice. [17]
- Zívání – výraz spokojenosti či únavy,[16] podle jiných zdrojů výraz podřízenosti po boji.[4]

Uši morčete dokáží vnímat ultrazvuk až k hranici 100 kHz.

## Čistokrevná morčata
V mnoha státech jsou zřízené kluby morčat s rodokmenem. Česká republika není výjimkou, pořádá se zde mnoho výstav. Pro odchov morčat s průkazem původu (PP) je nutné se nejdříve stát členy Českého svazu chovatelů u libovolné základní organizace (např. v místě bydliště či chovatelů morčat), zaregistrovat si vlastní chovatelskou stanici (CHS). Vystavovaná morčata se dělí do tří standardů – A, B, C. Morče lze registrovat od 500 g a výš, na věku nezáleží. Mělo by ovšem mít vyvinuté všechny znaky svého plemene. Vystavovat je možné v kategorii baby, junior nebo dospělý. Průkaz původu se vystavuje jedincům, kteří odpovídají standardu svého plemene. Poté se absolvuje registrace čili uchovnění. Mláďatům se vystavuje tento průkaz, pokud mají alespoň jednoho z rodičů registrovaného.

## Plemena morčat

### Krátkosrstá plemena

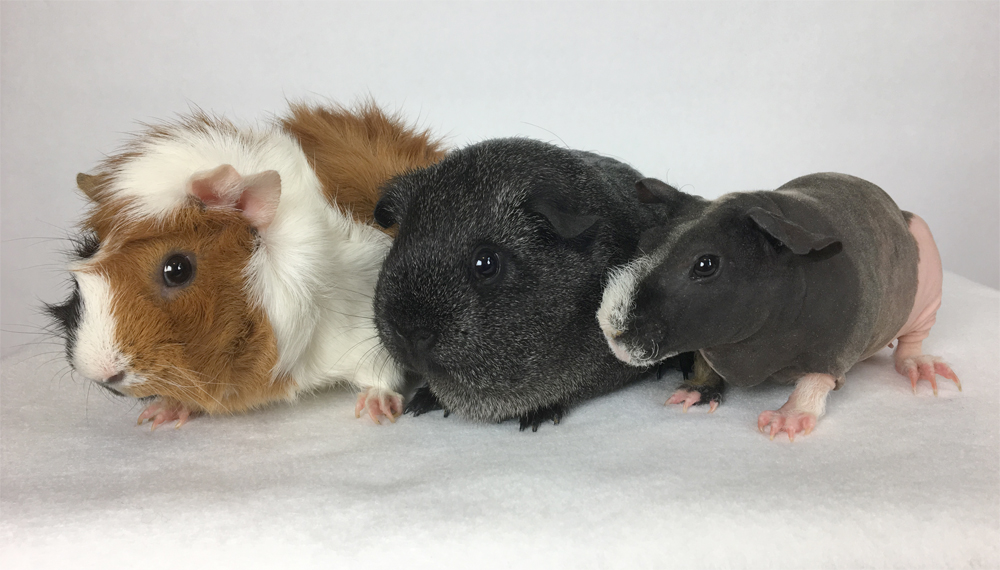
Morče rozeta, hladké a skinny

#### Hladké
Srst je souměrně krátká a hustá. Je hladká, lesklá a dobře přiléhá k tělu.

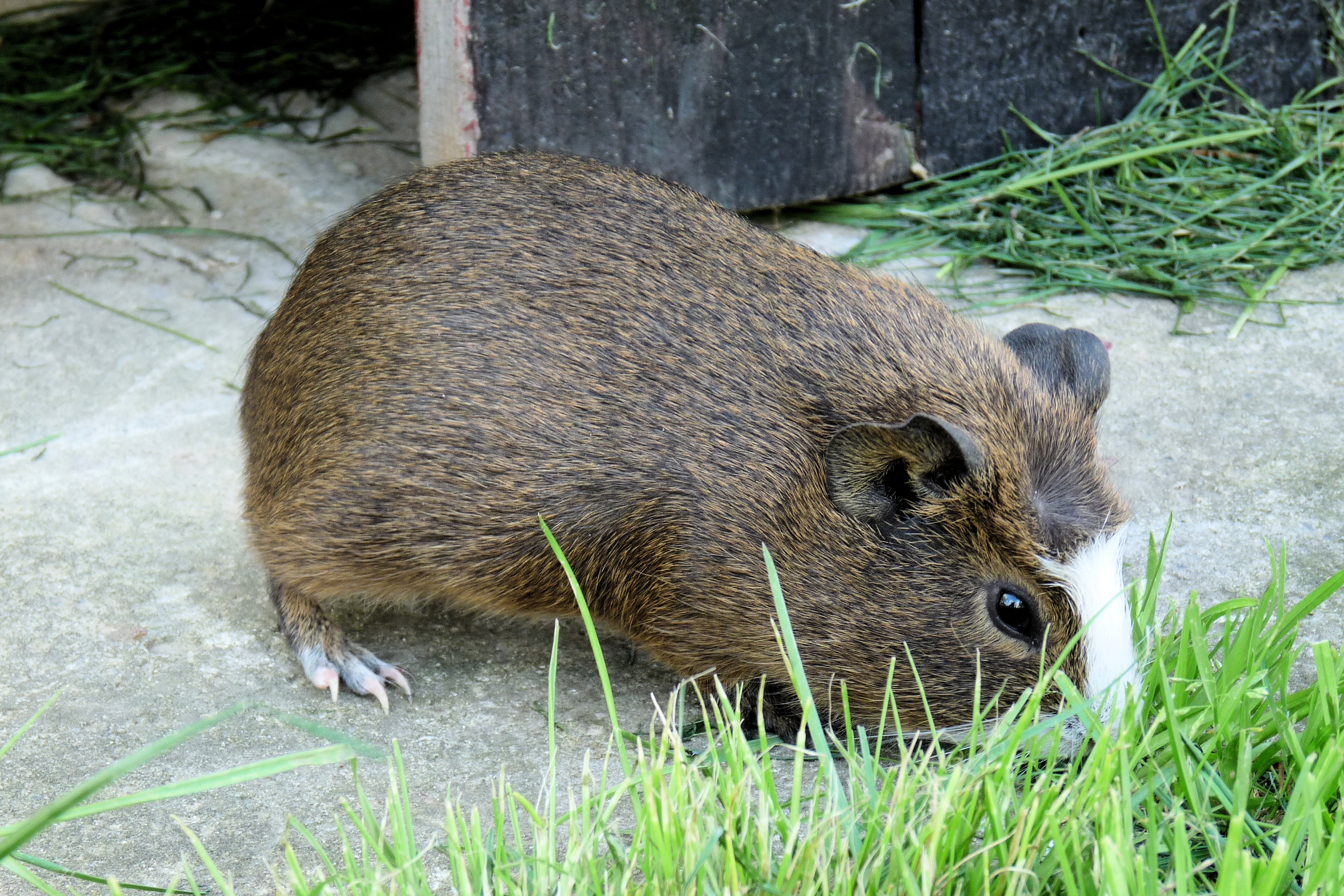
Anglický Crested

#### Anglický crested
Srst je souměrně krátká a hustá. Je hladká, lesklá a dobře přiléhá k tělu. Na hlavě morčete je čelní rozeta (tzv. korunka), která má totožnou barvu se srstí.

#### Americký crested
Srst je souměrně krátká a hustá. Je hladká, lesklá a dobře přiléhá k tělu. Americký crested má jediný rozdíl a tím je odlišné zbarvení čelní rozety. Tato tzv. koruna je vždy v bílé barvě a ostře kontrastuje s ostatní barvou srsti.

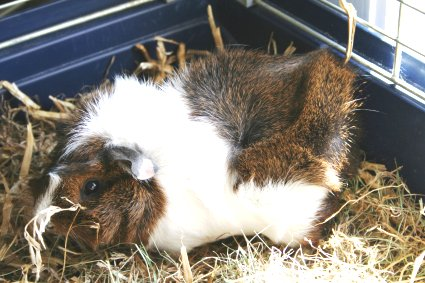
Rozeta

#### Rozeta
Na tomto plemeni jsou charakteristickým znakem rozety (vírky), které jsou pravidelně rozloženy po celém těle. Morče má mít osm rozet, a to v následujícím rozložení: čtyři rozety tvoří pás kolem těla (dvě jsou na hřbetě z obou stran páteře a dvě na bocích). Další čtyři rozety jsou na zadní části těla.

#### Rex / Americký teddy
Srst je souměrně krátká, hustá a elastická, bez přesahujících delších chlupů. Je hrubá a krepovitá, roste kolmo od těla a nepřesahuje délku 2,5 cm. Americký teddy je vzhledově totožný s rexem, rozdíl je pouze genetický.

#### Švýcarský teddy
Plemeno švýcarský teddy je typické polodlouhou srstí, jejíž délka je asi 7 cm. Souměrně dlouhá srst je hustá, měkká a krepovitá, roste kolmo od těla.

### Dlouhosrstá plemena

#### Šeltie
Toto plemeno má hladkou rovnou srst, srst je souměrně dlouhá a hustá. Dlouhá srst narůstá od temene hlavy a za ušima spadá podél těla volně dolů.

#### Coronet
Toto plemeno má hladkou rovnou srst, srst je souměrně dlouhá a hustá. Na hlavě morčete je čelní rozeta (tzv. korunka).

Peruánec

#### Peruánec
Toto plemeno má hladkou rovnou srst, srst je souměrně dlouhá a dorůstá délky max. 20 cm. Na zádi (na kyčlích) má dvě vedle sebe umístěné rozety, proto srst roste obráceně od zádi k hlavě. Na čele je nepravý vírek, který tvoří společně s obráceně rostlou dlouhou srstí ofinku. Této ofině se říká „pony“.

#### Texel
Toto plemeno má zvlněnou, krepovitou srst, jednotlivé pramínky se stáčejí do spirál. Srst je souměrně dlouhá, dorůstá délky asi 20 cm a roste kolmo od těla.

#### Merino
Toto plemeno má zvlněnou, krepovitou srst, jednotlivé pramínky se stáčejí do spirál. Srst je dlouhá, dorůstá délky asi 20 cm a roste kolmo od těla. Na hlavě morčete je čelní rozeta (tzv. korunka).

#### Alpaka
Toto plemeno má zvlněnou, krepovitou srst, jednotlivé pramínky se stáčejí do spirál. Srst je souměrně dlouhá a dorůstá délky asi 20 cm a roste kolmo od těla. Na zádi (na kyčlích) má dvě vedle sebe umístěné rozety, proto srst roste obráceně od zádi k hlavě. Na čele je nepravý vírek, který tvoří společně s obráceně rostlou dlouhou srstí ofinku. Této ofině se říká „pony“.

#### Lunkarya-Peruánec
Toto plemeno má zvlněnou srst, jednotlivé pramínky se stáčejí do spirál. Srst je souměrně dlouhá a dorůstá délky asi 20 cm. Roste kolmo od těla, je hustá a lesklá. Na zádi (na kyčlích) má dvě vedle sebe umístěné rozety, proto srst roste obráceně od zádi k hlavě. Na čele je nepravý vírek, který tvoří společně s obráceně rostlou dlouhou srstí ofinku. Této ofině se říká „pony“. Strukturou je srst odlišná od klasických kudrnatých plemen. Chlup není krepovitý.

### Bezsrstá plemena

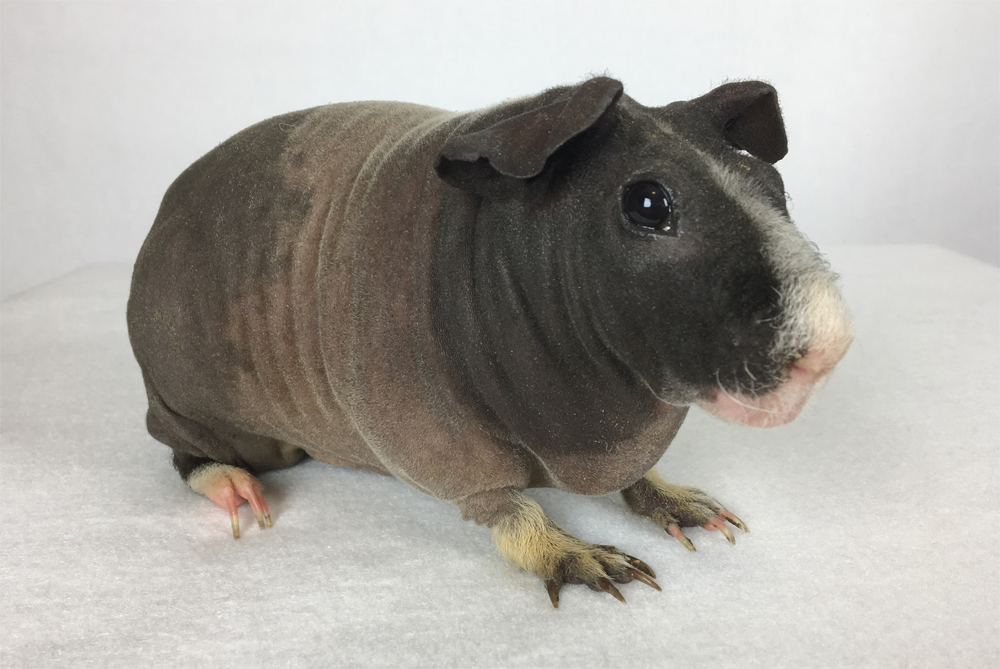
Skinny

#### Skinny
Skinny mají po celém těle nepatrné množství chmýří, které činí jejich tělo příjemné na dotek. Skinny je též vhodný pro alergiky na srst.
Pompon
Ohraničené osrstění na nose končící symetricky v úrovni vnitřních koutků očí.
Véčko
Osrstění nosu není zakončeno v úrovni vnitřních koutků očí, pokračuje podél nadočnicových oblouků směrem k uším a připomíná tvar písmene V.

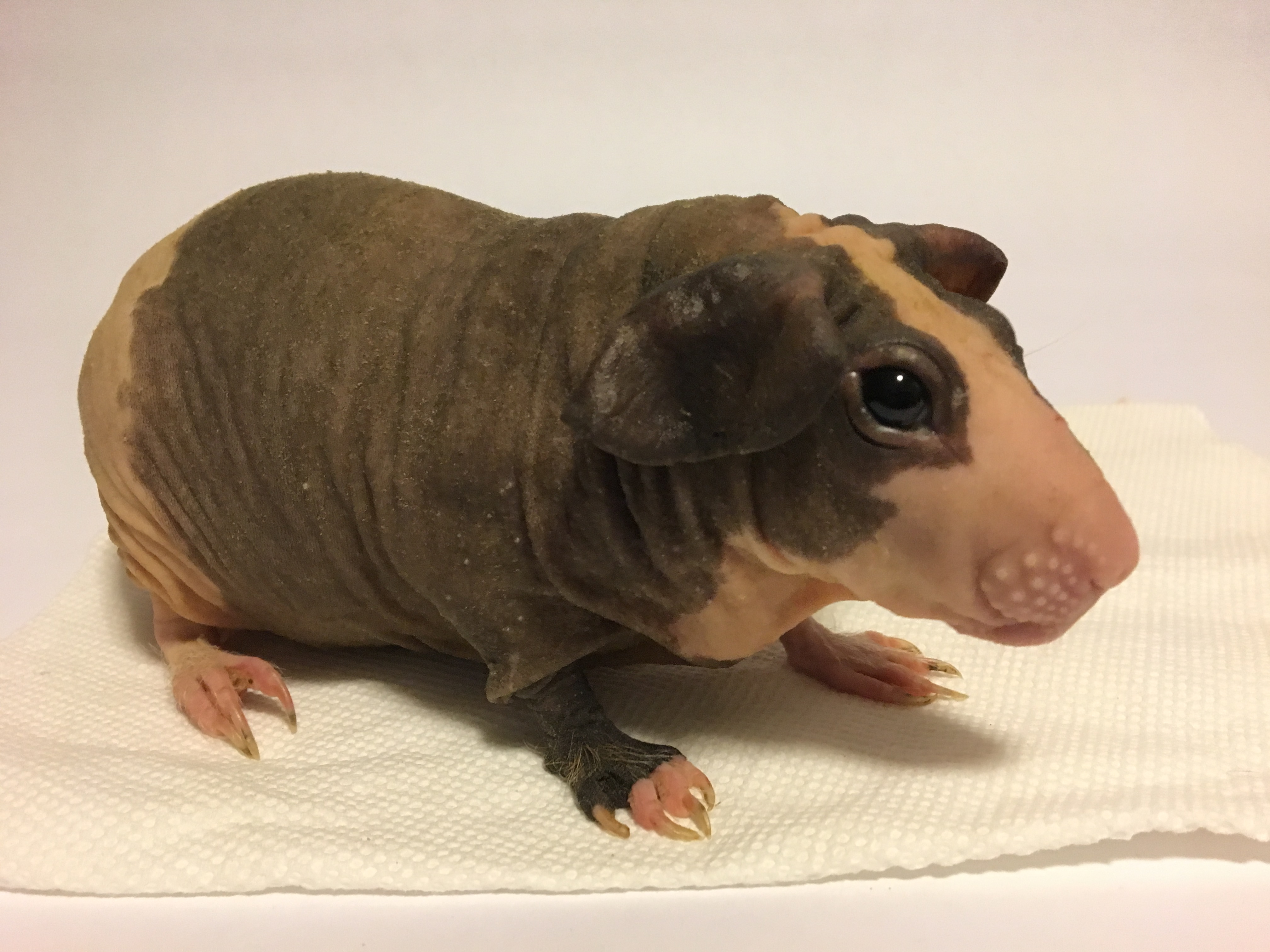
Baldwin

#### Baldwin
Baldwiní kůže bývá na dotek poněkud gumová bez jakéhokoliv osrstění. Baldwin se rodí normálně osrstěný, ale srst postupně od 5. dne ztrácí směrem od hlavy. Do věku 2. měsíců musí být úplně holý, jinak mu zbytky srsti zůstanou po celý život (tzv. mezityp). Na kůži baldwina se tvoří vrásky a záhyby, které jsou nejvýraznější na hlavě, ramenou a nohách.

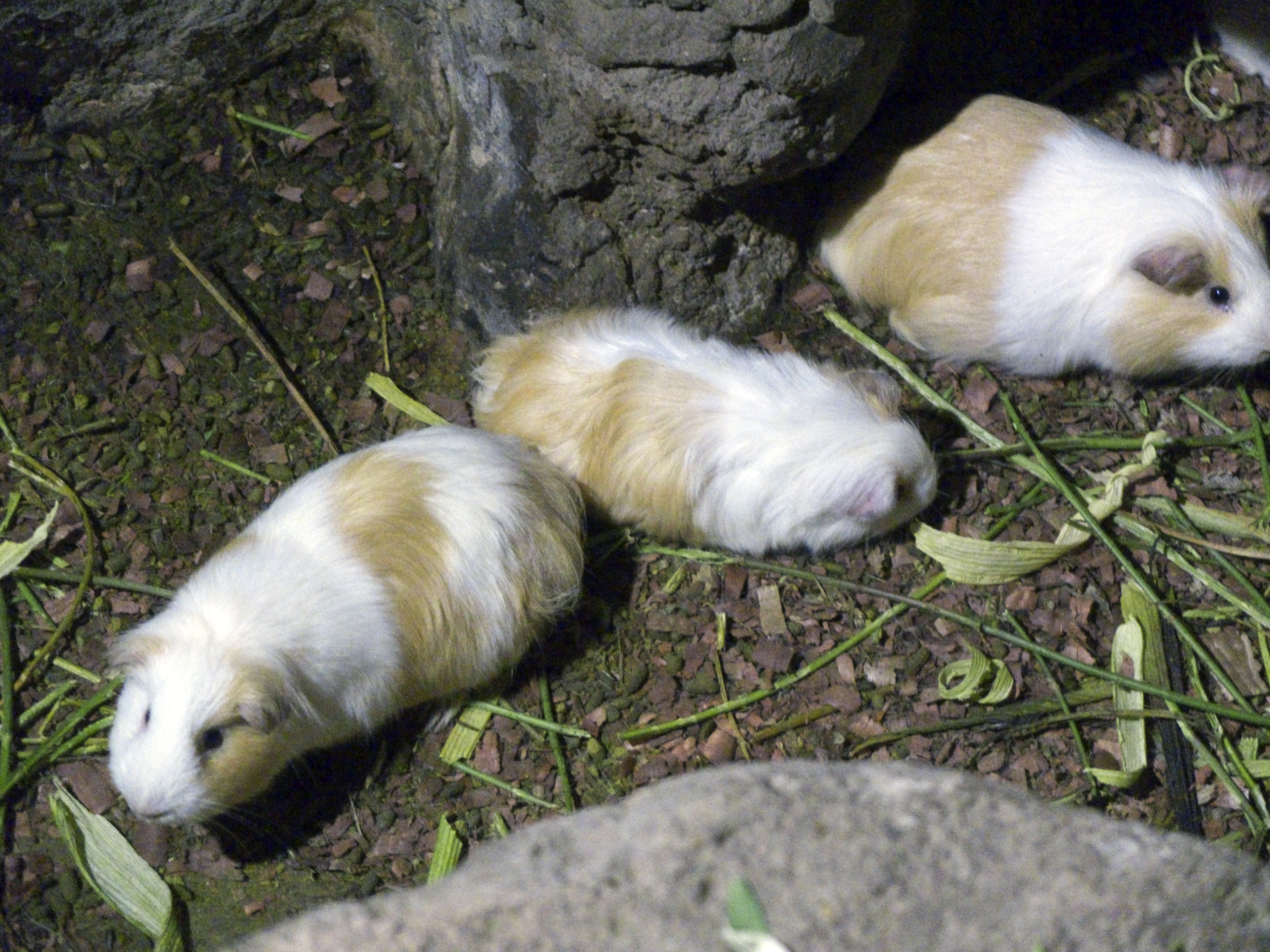
Cuy morčata

### Cuy
Obří morče, hmotnost kolem 2 kilogramů. U cuy morčat se toleruje mnohoprstost tzv. polydaktylie, která je geneticky vázaná na obří růst, některé prsty nemusejí být funkční. Cuy morče bylo původními obyvateli Ameriky chováno na maso a i dnes je maso morčat běžnou součástí jídelníčku, zejména mezi obyvateli Peru či Ekvádoru.

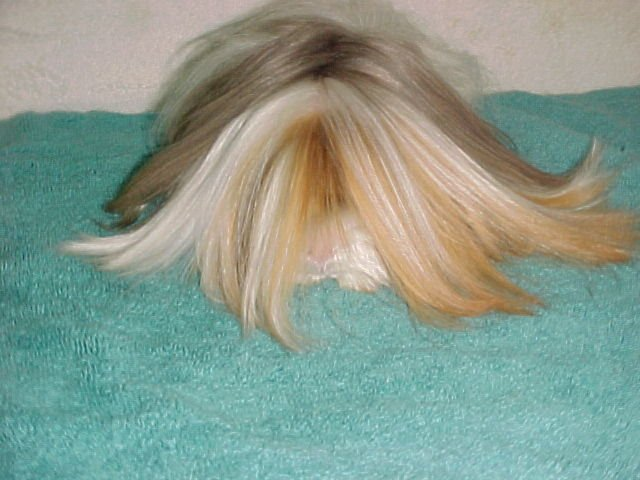
Saténové morče

### Saténové morče
Díky saténovému faktoru se světlo odráží jinak – barvy se zdají být tmavší, intenzivnější a vzniká vysoký lesk. U těchto morčat se však vyskytuje nemoc osteodystrofie(OD). Tato choroba poškozuje zdroj metabolismu vápníku, při ní dochází ke ztrátě vápníku z kostí. Nemoc je neléčitelná a zvíře na ni uhyne do dvou let. Jejími příznaky jsou problémy s pohybem, příjmem potravy a úbytek váhy.

## Morče jako laboratorní zvíře
Morče domácí se řadí podle vyhlášky č. 207/2004 Sb. mezi druhy laboratorních zvířat. Používá se k laboratorním pokusům ve farmakologii, mikrobiologii, imunologii, parazitologii a dalších biotechnologických oborech. Chov v laboratorních podmínkách i veškeré pokusy na morčatech musí být v souladu se zákonem č. 246/1992 Sb., na ochranu zvířat proti týrání, ve znění zákona 77/2004 Sb., dále pak vyhlášky č. 207/2004 Sb a dalších souvisejících předpisů. Ve zmiňované vyhlášce jsou stanoveny limity pro minimální chovnou plochu pro jedno zvíře během pokusu i mimo něj, chovnou plochu pro matku s mláďaty, limity pro teplotu a vlhkost, limity pro navykací fázi před samotným experimentem.